# خضری دشت‌بیاض
خضری دشت‌بیاض شهری از توابع شهرستان قائنات در استان خراسان جنوبی و مرکز بخش نیمبلوک است. این شهر به دلیل اینکه شمالی‌ترین و نخستین شهر خراسان جنوبی پس از ورود به این استان (از خراسان رضوی) است، به «پیشانی سرسبز خراسان جنوبی» شهرت یافته‌است. جمعیت خضری دشت بیاض بنا بر آمار سرشماری سال ۱۳۹۵، برابر با ۵٫۶۸۰ نفر بوده‌است.

## تاریخچه و وجه تسمیه
خضری و دشت بیاض دارای تاریخی کهن و مربوط به پیش از اسلام هستند. آنچه قطعی است، در روایت داستان تدفین امامزاده عبدالله کارشک که در سال ۲۴۷ هجری (۲۴۰ شمسی) درگذشت، سخن از خضری و دشت بیاض به میان آمده‌است.
در دوره جدید، خضری و دشت بیاض دو روستای نزدیک به یکدیگر بودند که در سال ۱۳۶۲ با تجمیع جمعیت دو روستا، به شهر تبدیل شدند.

## موقعیت جغرافیایی
شهر خضری دشت بیاض از شمال با شهرستان گناباد، از جنوب با بخش مرکزی شهرستان قائنات، از شرق با شهرستان زیرکوه و از غرب با شهرستان فردوس و شهرستان سرایان همجوار می‌باشد. فاصله آن تا قاین ۵۵ کیلومتر، تا بیرجند ۱۶۰ کیلومتر، تا فردوس ۹۵ کیلومتر، تا گناباد ۴۵ کیلومتر و تا مشهد ۳۲۰ کیلومتر است.
خضری دشت بیاض در غرب دشتی قرار گرفته که توسط کوه‌های زیر احاطه شده‌است:
- کوه آینه (کوه علی پلنگ) در جنوب غرب خضری
- کوه خان (مردان شاه) در جنوب خضری
- کوه سیاه کوه در غرب خضری
- رشته کوه‌های عباس‌آباد در شرق خضری

## آب و هوا
آب و هوای منطقه به‌طور معمول گرم و خشک است. گرمترین ماه‌های سال در این منطقه تیر و مرداد و سردترین آن‌ها دی و بهمن می‌باشد و ماه‌های یخبندان از اواخر آذر تا اواسط اسفندماه بطول می‌انجامد.
بادهای اصلی منطقه در تابستان بیشتر از شرق به طرف غرب می‌وزد که به باد شمال معروف است و در زمستان از طرف غرب به شرق از بادهای مدیترانه‌ای که بنام سیاه باد معروف است.
میانگین بارش سالانه در این منطقه ۱۷۴ میلی‌متر می‌باشد که بارش به صورت برف و باران می‌باشد.
آب شرب شهر از طریق دو حلقه چاه عمیق تأمین می‌شود. آب کشاورزی منطقه نیز از طریق چاه‌های عمیق موجود تأمین می‌شود در سال‌های پرباران رودخانه‌های اصلی معروف به دهنه که از کوه‌های جنوب و جنوب غربی سرچشمه می‌گیرد و همچنین سیل‌بندهای احداث شده در بالا دست دشت قسمتی از آب کشاورزی منطقه را تأمین می‌کنند.

## وضعیت اقتصادی
شیوه معیشت مردم این منطقه از گذشته مبتنی بر کشاورزی و دامداری بوده‌است. دشت خضری برای کشاورزی بسیار مناسب بوده و دارای آب و خاک مناسب می‌باشد محصولات عمده این منطقه گندم، جو، چغندر قند، زعفران و محصولات باغی می‌باشد.
در چنین بستری، شرکت سهامی زراعی خضری با تولید محصولات زارعی، دامی، باغی و لبنی شکل گرفته و نقش به سزایی در رونق اقتصادی مردم، تأمین نیازمندی‌های منطقه و ایجاد اشتغال داشته‌است.
از نظر پتانسیل‌های معدنی این منطقه موقعیت مناسبی دارد. تاکنون معادنی ازجمله سنگ مرمر، خاک نسوز، سنگ آلومنیم، گچ و… در این منطقه شناسایی شده‌است.

## مکانهای زیارتی و گردشگری
شهر خضری دشت بیاض به دلیل سرسبز بودن بهترین نقطه ییلاقی و گردشگری استان خراسان جنوبی محسوب و به لحاظ سابقه تاریخی و آثار تاریخی باارزش و پتانسیل‌های موجود محل جاذبی برای مسافران، زائرین و گردشگران می‌باشد.
یکی از مهمترین جاذبه‌های گردشگری منطقه، غار فارس است. آنطور که از روایت ساکنان محلی فهمیده می‌شود، در گذشته‌های بسیار دور شهری آباد وجود داشته که هر دو روستای دشت بیاض و مَیَم را دربرگرفته و به فارس مشهور بوده‌است که در نقشه‌های تاریخی نیز این منطقه ثبت شده‌است و غاری به همین نام وجود نیز دارد.

در شاهنامه فردوسی نیز این نام‌ها ثبت و ضبط شده‌است:
همان به که سوی کَلات و چَرَم ***** برانیم و منزل کنیم از مَیَم
از اندک آثار تاریخی و مکان‌های زیارتی و جاذبه‌های گردشگری به جا مانده از دوران کهن می‌توان به موارد زیر اشاره کرد:
- قدمگاه دشت بیاض
- بارگاه امامزاده سلطان عبدالله کارشک
- باغ تاریخی دهنه
- اردوگاه دانش آموزی شهید کاوه خضری
- دره سبز مردانشاه
- غار فارس
- قلعه دختر
- مسجد جامع خضری
- مسجد جامع دشت بیاض
- دبستان دشت بیاض
- پل سنگی طبیعی

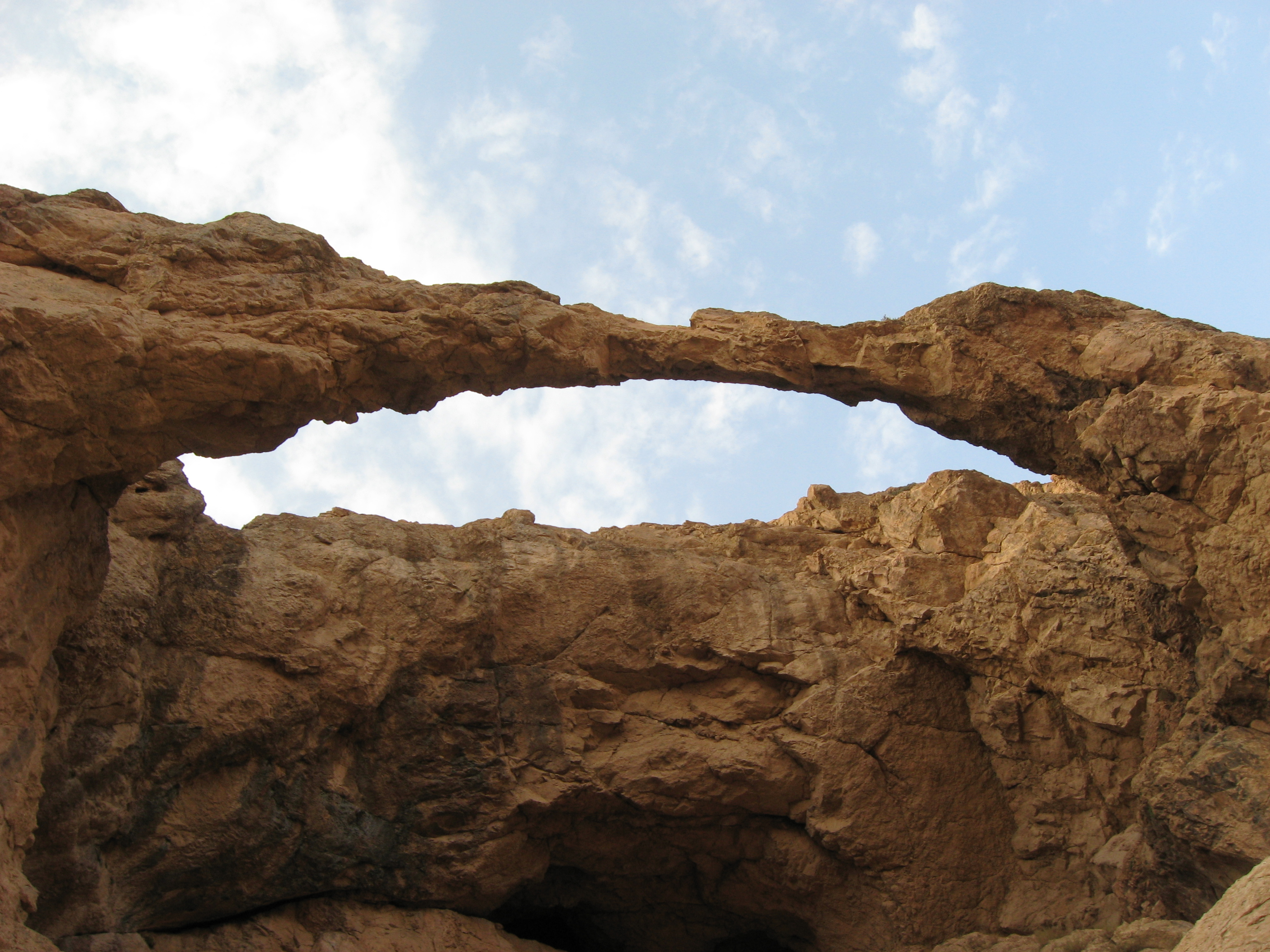
پل سنگی طبیعی در روستای ثغوری
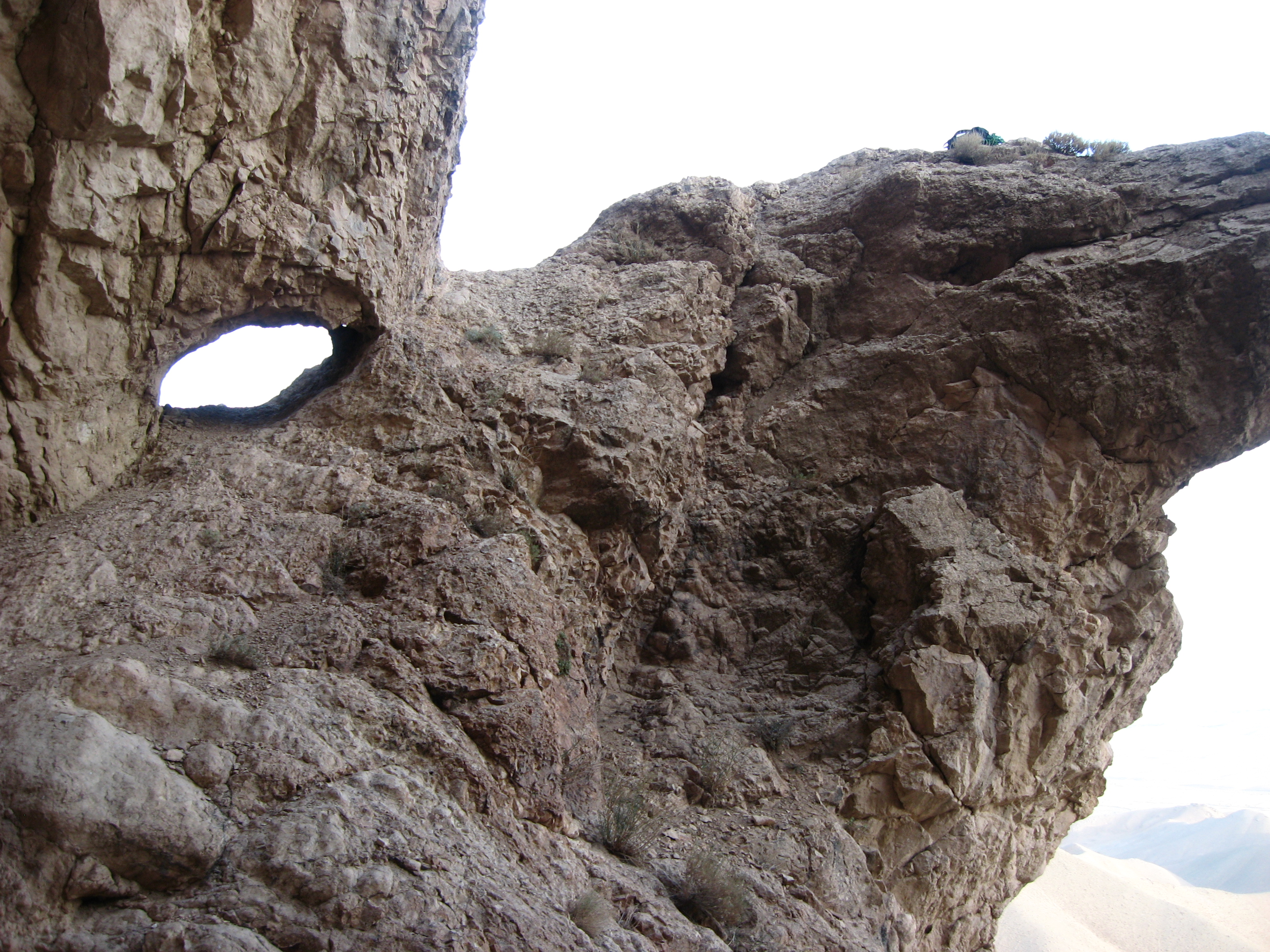
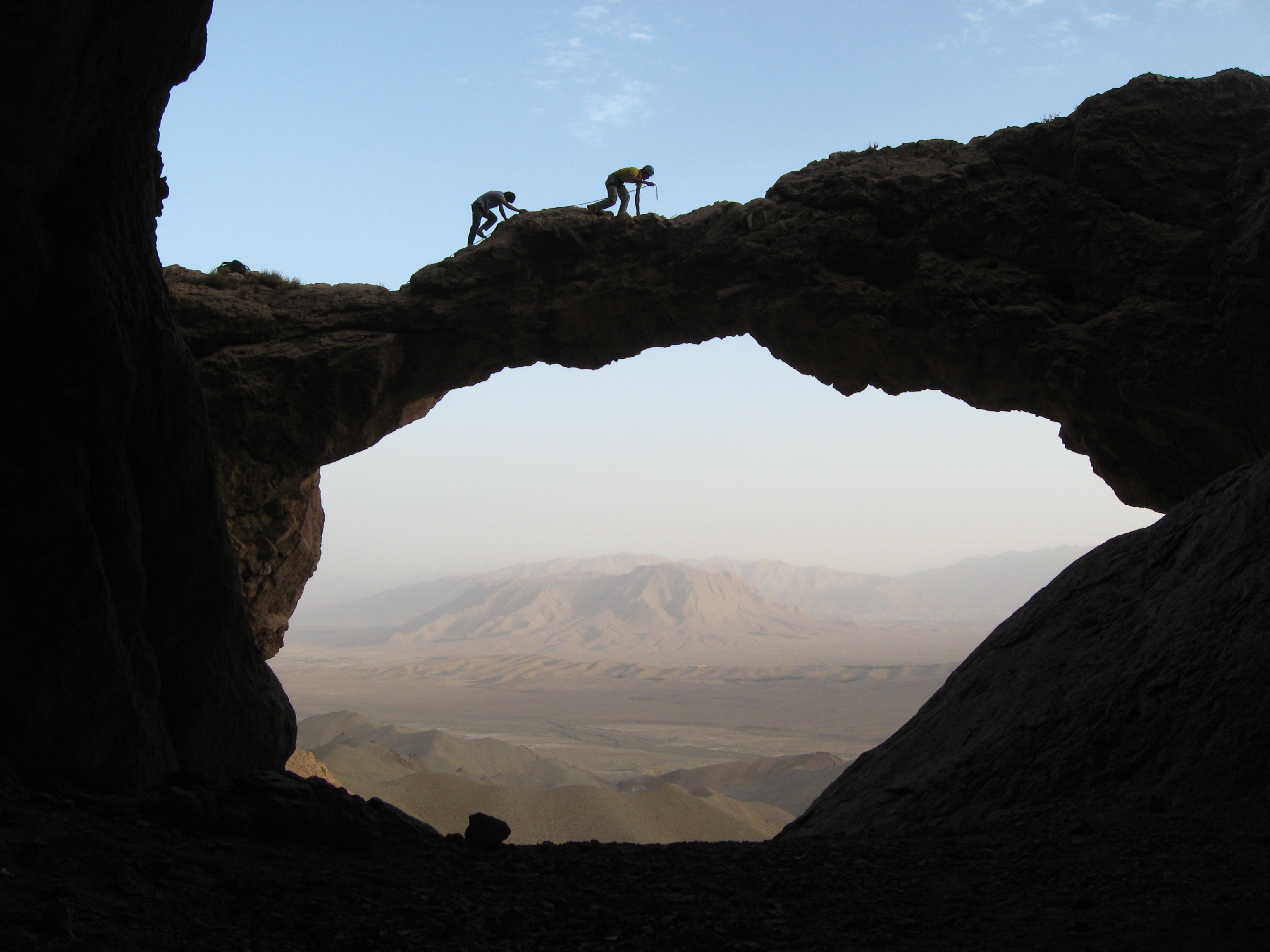
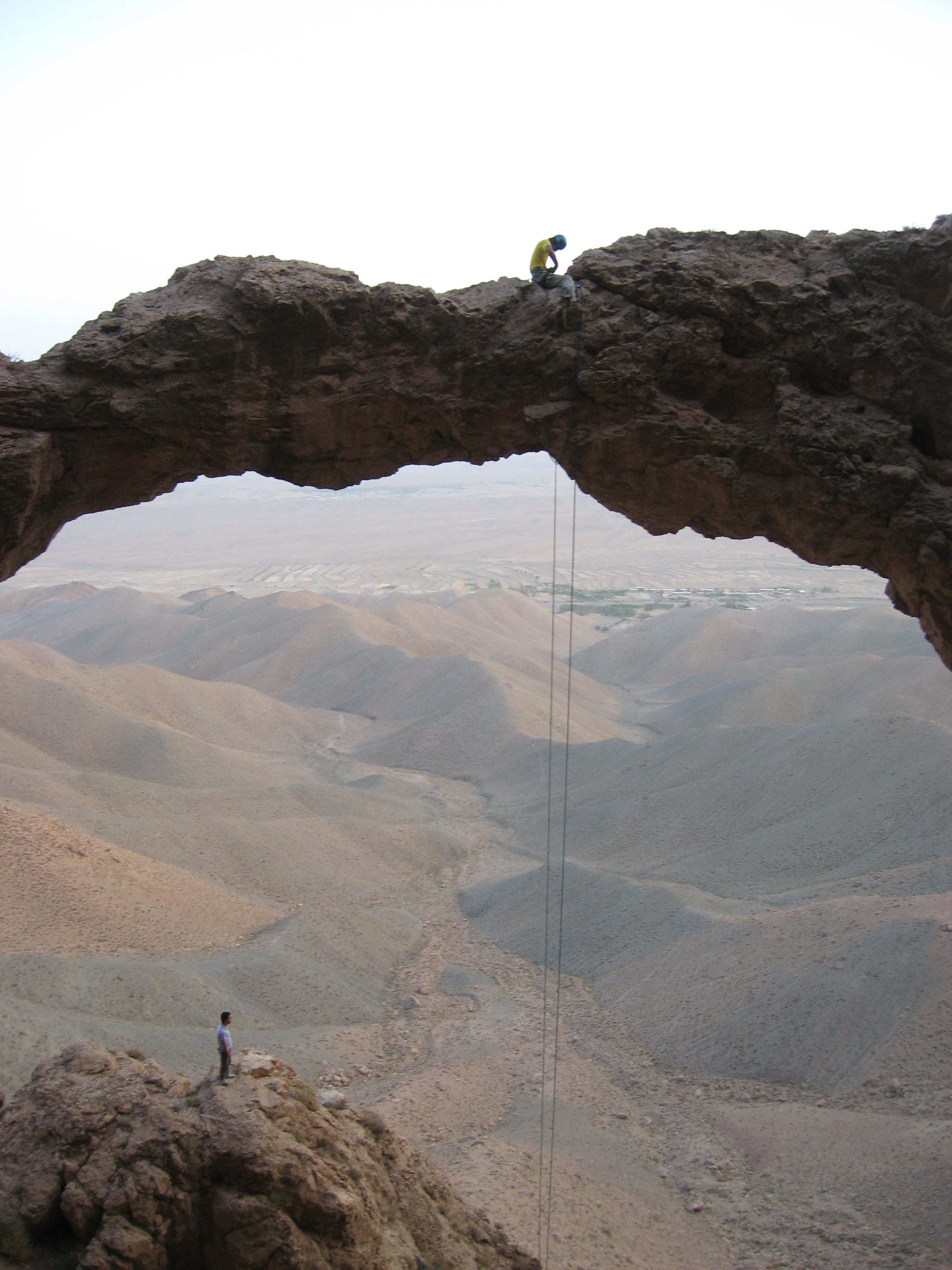

## وضعیت فرهنگی و ورزشی
این شهر دارای ۳ باب دبستان، ۳ باب راهنمایی و ۲ دبیرستان دخترانه و پسرانه است که به صورت شبانه‌روزی می‌باشند. همچنین این شهر دارای ۲ مهد کودک است. ۴ مسجد در خضری و ۳ مسجد در دشت بیاض و ۲ حسینیه در خضری از مکان‌های مذهبی شهر است. همچنین در این شهر چهار سالن ورزشی ساخته شده‌است که آماده خدمت رسانی به ورزش دوستان است. در سال تحصیلی ۱۳۹۸–۱۳۹۷ نیز یک باب دبستان غیرانتفاعی در این شهر شروع به کار کرده‌است.

## وضعیت بهداشت و درمان
خضری دارای یک کلینیک بهداشتی درمانی شامل درمانگاه، کلینیک دندانپزشکی و بخش زنان و زایمان است. همچنین دو خانه بهداشت نیز در خضری دشت بیاض فعالیت می‌کنند.
اداره دامپزشکی نیز در حاشیه جاده آسیایی به شهروندان خدمات ارائه می‌کند.

## توانمندی‌های زیرساختی
- شرکت سهامی زراعی خضری
- شرکت فرآورده‌های لبنی خضری
- شرکت تولید خوراک دام و طیور بهدانه خضری
- کارخانه عرقیات معجزه
- آزمایشگاه کنترل کیفیت مواد غذایی خضراء طوس

## شخصیت‌های تاریخی
خضری به لحاظ قدمتی که دارد، میزبان یا پرورش دهنده شخصیت‌های بزرگی بوده‌است که در سطوح مختلف تأثیرگذار بوده‌اند. از خضری در کتابها و سفرنامه‌های مختلفی نام برده‌است که نشان دهنده قدمت و اهمیت این منطقه است.
ذیلاً به برجسته‌ترین شخصیت‌های این شهر اشاره شده‌است:
- مولانا محمدولی دشت بیاضی (شاعر)
- فصیح الدین محمد دشت بیاضی (شاعر)
- ابوعبدالله خضری (فقیه)
- شیخ محمدعلی قطب (فقیه)
- آخوند ملاعلی خراشادی: در کتاب سفرنامه میرزا خانلرخان اعتصام الملک که حاوی خاطرات سفرهای میرزا خانلرخان (نایب اوَل وزارت امور خارجه) به لندن، عتبات، قائن و گزارش اطلاعات قائن می‌باشد،[۴] در چندین فراز از خضری سخن به میان آمده‌است. سفرنامه قاین مربوط به سالهای ۱۲۹۳ قمری/ ۱۲۵۵ شمسی است. خانلرخان در بخش‌هایی از کتاب به ملاقات خود با آخوند ملاعلی خراشادی اشاره می‌کند:

نیم فرسخی اینجا قریه خضری سر راه و منزل جناب آخوند ملا علی آنجاست، خدمتشان رسیدم. خانه ای دارد مثل خانه حضرت نوح. اما تاریک. عرض کردم چرا درها یعنی آغشقه این اتاق را که حالا پنجره کوچک دارد، تمام باز نمی‌کنید که روشن شود؟ فرمود خانه ملک من نیست و من هیچ شبی در اینجا نخوابیده‌ام مگر اینکه فردا عزم رحیل داشته‌ام و حالا قریب پنجاه سال است که در همان بیغوله عمر گذرانیده اند. بر حالت ایشان تأسف خوردم.

## شخصیت‌های معاصر
محمدحسین جهانبخش
محمدحسین نژادحسین

## تحولات تاریخی
- زمین لرزه دشت بیاض (۱۳۴۷)